# Каньярі
Каньярі (ісп. Cañaris, кеч. Kañari) — народ, що мешкає в Еквадорських Андах на території провінцій Каньяр і Асуай. Головна економічна активність — сільське господарство та виготовлення текстилю і виробів з вовни вікуній і лам. Часто працюють на тимчасових роботах в навколишніх містах. Головна організація народу — Союз комун і кооперативів Каньяр (UPCC).
Історично каньярі розмовляли мовою юнка (каньярі) з чимуанської сім'ї, спорідненій мовам мочика і пуруа. Після поневолення інками, проте, каньярі переняли мову кечуа. Останнім часом діалект кечуа, яким розмовляють каньярі, помалу витісняється іспанською мовою.
Археологічні залишки народу відносяться до 400 року н. е. Історично найбільшим містом каньярі була Томебамба (сучасна Куенка). Політично народ на мав єдиної держави, а був розділений між кількома царствами, що поділяли спільну мові та культуру, але не були об'єднані політично, хоча їх правителі періодично і збиралися на загальну асамблею у місті Томебамба. Проте вони також часто ворогували та утворювали локальні альянси. Наприкінці 15 століття каньярі були завойовані Імперією Інків (під керівництвом Інки Тупака Юпанкі та наступних правителів), проте зуміли частково зберегти свою культурну ідентичність. Коли іспанці прибули до Південної Америки, каньярі активно вітали їх та вступили в альянс з ними з метою позбавлення від тиранії інків.